# Piran
Piran (slovenska izgovarjava: [piˈɾáːn] (); italijansko Pirano [piˈraːno]) je obmorsko mestno naselje v Slovenski Istri, na slovenski strani Piranskega zaliva. 
V Piranu je sedež istoimenske občine, župnije in upravne enote (ta ima izpostavo tudi v Luciji), kakor tudi Pristaniške kapitanije ter Mednarodnega pomorskega mejnega prehoda.  
Mestno naselje se nahaja v neposredni bližini Portoroža, ob Piranskem zalivu, na samem koncu polotoka, ki se končuje v rtu Madona.
Naselje se nahaja na območju, kjer živijo avtohtoni pripadniki italijanske narodne skupnosti, zato je poleg slovenščine v občini uradni jezik tudi italijanščina.

## Etimologija
Ime naselja je verjetno grškega izvora, in sicer iz posmostaljenega srednjegrškega pridevnika πυρρανoς 'rdeč', s čimer so poimenovane rdečkaste flišne kamenine na področju Pirana. Manj verjetne so starejše razlage, da ime izhaja iz nekega ženskega grškega osebnega imena Πυρρα, keltsko pyrn, ki se je v rednem jezikovnem razvoju razvilo iz bior-dun v pomenu 'vrh hriba' ali iz lat. pirus v pomenu 'hruška'. Ena od še nepreverjenih teorij o poimenovanju naselja domneva, da se le-to nanaša na Svetega Pirana (en:Saint Piran), zavetnika Cornwalla, katerega rodbina je imela grb, oblikovno skoraj identičnega piranskemu. Nekateri pa izvor imena pripisujejo svetilnikoma, ki sta z ognjem osvetljevala vhod v pristanišče. Pyros je grška beseda za ogenj.
V starih listinah se naselje omenja v začetku srednjega veka v latinščini kot Pyrrhanum , približno leta 670 Piranum, Piranom, ex Pirano, 933 de Pirano, 974 Pyranum, in 1282 Piranum.

## Zgodovina
V 2. polovici 8. stoletja je Istra prešla izpod bizantinske pod frankovsko oblast. Leta 840 je bila priključena k Italskemu kraljestvu, leta 952 kot del Furlanske marke vključena v Nemško cesarstvo, po letu 1209 je imel položaj istrskega mejnega grofa oglejski patriarh. Že od sedemdesetih let 9. stoletja so istrska mesta občasno občutila vpliv Benetk, vendar so se kljub temu, vključno s Piranom, še samostojno razvijala in oblikovala lastno upravo in zakonodajo, tako da so pirančani leta 1274 sprejeli svoj statut. Piran je leta 1283 moral sprejeti oblast Benetk vse do leta 1797, ko je Napoleon Bonaparte Beneško republiko zasedel in razpustil, del njenega ozemlja pa s pogodbo iz Campa Formia priključil Avstriji.
Po propadu Beneške republike je Piran za kratek čas spadal pod Napoleonovo Francijo. V času francoske oblasti je v njegovi bližini leta 1812 prišlo do pomorske bitke med angleškimi in francoskimi bojnimi ladjami, znane kot bitka pri Piranu. Od leta 1797 do leta 1813 so si Francozi in Avstrijci podajali celotno ozemlje Istre.
Po Napoleonovem porazu v Rusiji in pri Waterlooju je Piran po določbah Dunajskega kongresa ostal pod avstrijsko nadoblastjo. Piran je tedaj spadal pod Avstrijsko primorje, deželo Istro. Z razpadom Avstro-ogrske monarhije ob koncu prve svetovne vojne leta 1918 in po podpisu mirovne pogodbe v Rapallu novembra 1920 je bila celotna Istra v okviru kraljevine Italije, vse do njene kapitulacije leta 1943. Do konca druge svetovne vojne je bila del okupacijske operativne cone Jadransko primorje (Adriatisches Küstenland) Wermachta, vojaških enot Tretjega rajha.
Po vojni, med letoma 1945 in 1954, je bila severna Istra del cone B Svobodnega tržaškega ozemlja. Angloameričani so upravljali njegov severni del (cono A), ki je obsegala Trst z okolico in železniško progo Trst-Gorica. Cona B, ki je obsegala severni del Istre do reke Mirne, je bila pod jugoslovansko vojaško upravo. Z londonskim memorandumom iz leta 1954 je STO prenehalo obstajati, cona B pa je bila priključena Jugoslaviji. Dokončno je bila meja med Italijo in Jugoslavijo potrjena z osimskimi sporazumi, ki sta jih podpisali Socialistična federativna republika Jugoslavija in Republika Italija 10. novembra 1975 v italijanskem mestu Osimo.
Z osamosvojitvijo Slovenije leta 1991 je Piran postal slovensko obalno mesto.
Zavetnik mesta je sveti Jurij.

## Prebivalstvo in jeziki
Staro mestno prebivalstvo je bilo od razpada Rimskega imperija večinoma latinizirano, pod vplivom Benetk pa je šele v novem veku prevladal istrobeneški govor. V okolici obalnih mest in v notranjosti severne Istre, so že od 10. stoletja živeli večinoma Slovenci, ki so se  postopoma doseljevali tudi v mesto, vendar pa na etnično podobo Pirana niso imeli velikega vpliva.

## Podnebje
Podnebje v Piranu je submediteransko, podtip obalno submediteransko podnebje (podnebje oljke), za katerega so značilna dolga in vroča poletja ter sorazmerno mile zime. Povprečne januarske temperature so višje kot po večini Slovenije in znašajo več kot 4 °C, povprečne julijske pa so višje od 22 °C. Morje v Piranskem zalivu je najhladnejše februarja (8 °C), najtoplejše pa avgusta (24 °C). Padavin je malo, med 1000 in 1100 milimetrov, največ jih pade jeseni, nekaj tudi zgodaj spomladi. Nekdaj značilna burja ni več tako pogosta, vseeno pa občasno sunki, predvsem iz smeri Trsta, dosežejo hitrosti tudi preko 100 km/h, kar prebivalcem lahko povzroča nevšečnosti. Prav tako lahko nevšečnosti nastanejo ob pojavu tramontane ali juga, ki sta značilna za obmorski del Slovenske Istre, posebej v povezavi z visoko plimo.

## Občina Piran
Na rtu Ronek je občina Piran mejila na ozemlje sosednje Izole, na drugi strani Piranskega zaliva, na rtu Savudrija pa na Občino Umag. Po letu 1954 je območje nekdanje občine Piran, od Kaštela do Savudrije, bilo dodeljeno LR Hrvaški.

## Gospodarstvo
Naravne gospodarske danosti Pirana so obmorska lega in rodovitno zaledje, čedalje bolj pa se uveljavlja turizem.
Morje je omogočalo ribolov in pomorsko trgovino, zaledje pa pridelavo sadja (grozdje, olive) ter vrtnin. Čeprav so Benetke v tem delu Jadrana nadzirale ves trgovski promet, se je Piran vanj uspešno vključil. To je omogočala proizvodnja kakovostne soli v solinah pri Sečovljah,  Strunjanu ter nekdanjih v Luciji, deloma tudi vina in oljčnega olja.
Ob razglasitvi Trsta za svobodno pristanišče (1719) je bil Piran hkrati z drugimi istrskimi mesti oškodovan v trgovskem pogledu, kar je zavrlo njegov razvoj. Piransko gospodarstvo je še naprej temeljilo na poljedelstvu, ribištvu in proizvodnji soli, predvsem v sečoveljskih solinah, ki so bile edine primerne za preobrazbo v modernejši obrat. V Bernardinu je delovala Piranska ladjedelnica, ki je bila kasneje preseljena v Izolo.

### Solinarstvo

#### Pomen solin
Na območju današnje občine Piran (veliko manjše od nekdanje), so bile v preteklosti razvite različne gospodarske dejavnosti, prednjačile pa so kmetijstvo, ribištvo, pomorske dejavnosti, trgovina in solinarstvo. Solinarstvo in trgovina s soljo sta bili tako pomembni za razvoj Pirana, da njuno omembo najdemo že v najstarejših ohranjenih piranskih mestnih statutih, tudi v tistem iz leta 1274.
Pod zgodovinskim pojmom »Piranske soline« moramo danes razumevati tako Sečoveljske soline, Strunjanske soline, kot tudi nekdanje soline Fazan v Luciji.
Do prvih večjih zabeleženih tehnoloških izboljšav v solinah je prišlo v 80. letih 14. stoletja, ko je mesto že dodobra sprejelo oblast Beneške republike. Uvedli so tak način pridelave soli, kot so ga razvili v solinah na otoku Pagu. Paški solinarski mojstri so na piranskih solnih poljih uvedli drugačne kristalizacijske bazene t.i. kavedine, v katerih so odtlej na dnu pripravljali in vzdrževali posebno sedimentno plast, sestavljeno iz alg, sadre in solinskega blata, imenovano petola. Ta je omogočila pridobivanje čiste in značilno bele piranske soli. Zaradi strateškega pomena soli (tudi pri izdelavi smodnika), velike proizvodnje in njene kakovosti je imel Piran stoletja dolgo velik ugled in pomen med mediteranskimi proizvajalci soli, o čemer priča tudi oznaka priveza piranskih ladij na obalni promenadi Riva degli Schavoni v Benetkah.
Konec 14. stoletja je visoki urad v Benetkah Magistrato dei sali dovolil piranski komuni in njenim solinarjem, da so lahko pridelali 3.500 modijev soli letno. Na posamezno »solno polje« je bilo dovoljeno pridelati 2 modija soli, kar v današnjih utežnih enotah pomeni približno 1940 kilogramov. Iz razpoložljivih arhivskih dokumentov lahko sklepamo, da so imeli v piranski komuni kar 1.750 kristalizacijskih bazenov, Beneška republika, imetnica monopola, pa je nadzirala prodajo soli na svojem ozemlju. Z lokalnimi komunami je sklepala pet ali desetletne pogodbe, imenovane Mercati dei sali, s katerimi je urejala vse dejavnosti v zvezi s soljo ter delitev pridelka in zaslužka. Najstarejša tovrstna pogodba, ki je ohranjena v piranskem arhivu, je iz leta 1375. Količina pridelane soli se je v naslednjih obdobjih večala. Piranski komuni je v obliki dajatev pripadalo 1/7 pridelane soli.

#### Delo v solinah nekoč
Zaradi oddaljenosti solin od Pirana so solinarji v solinah gradili hiše, v katerih so prebivale solinarske družine v sezoni pridobivanja soli in začasno skladiščile družinski solni pridelek. Na še danes aktivnem predelu solin »Lera«, kjer so v začetku 20. stoletja  v obdobju Avstro-Ogrske spremenili način proizvodnje soli, solinskih hiš ni več. Drugače je na opuščenem delu Sečoveljskih solin, imenovanem »Fontanigge«, kjer ostanki solinskih hiš še danes dajejo značilen in prepoznaven pečat sedanjemu krajinskemu parku. 
Meščani so se v času solne sezone preseliti v solinarske hiše, ki so stale v neposredni bližini solnih polj. Pred poletjem so se s svojimi plovili odpravili v soline, kjer so ob delu dočakali jesen. Bivanje v solinah so si uredili v kamnitih hišah, kjer so imeli vse najnujnejše za življenje in za delo na solinah. V kleteh so skladiščili pridelano sol, v sobicah v nadstropju so si privoščili kratek nočni počitek. Gospodinje so pekle kruh v posebnem kaminu izven hiše. Kratek izsek nekdanjega življenja solinarjev prikazuje Muzej solinarstva (dislocirana enota Pomorskega muzeja Piran), kjer si je mogoče ogledati obnovljeno solinarsko hišo in stari način pridelovanja soli. Za soline v Sečovljah, Strunjanu in nekdanje v Luciji so bile značilne tudi vetrne črpalke, ki so jih solinarji začeli uporabljati v prvi polovici 19. stoletja. Z njihovo pomočjo so izkoriščali moč vetra in prečrpavali vodo iz nižjih v višje predele ter si tako olajšali delo in povečali učinkovitost.

#### Ohranjanje tradicije
Povezanost Pirana s solinami je vsaj simbolna še danes. piranska občina se s svojimi solinami uvršča Slovenijo v krog tistih mediteranskih držav, v katerih se v enem delu še vedno na dokaj tradicionalen in naraven način pridobiva sol iz morske vode, zgolj s pomočjo sonca, vetra in truda solinarjev.

## Promet

### Avtobusne povezave
V Piranu se nahaja avtobusno postajališče, lokalna avtobusna postaja (tudi za Portorož) je v Luciji. Od tam vozijo avtobusi, ki v mestnem prometu redno povezujejo Piran s Portorožem in Strunjanom, v lokalnem pa tudi z Izolo in Koprom. S postajališča v Piranu so urejeni občasni avtobusni prevozi do Bolnišnice Izola, z avtobusne postaje v Luciji pa v nekatere vasi oz. naselja v Šavrinskem gričevju oz. v zaledju Slovenske Istre.
S Portorožem in Lucijo je bil Piran v letih 1909-1912 povezan s trolejbusom (filobusom), ki ga v letih od 1912 do 1953 zamenjal tramvaj.

## Mestne četrti
V zgodovinskih italijanskih mestih, pa tudi tistih pod upravo Beneške republike ali s pretežno italijansko govorečim prebivalstvom, je bilo v rabi več različnih poimenovanj mestnih predelov ali rajonov.

Kontrada (ital. Contrada) [kontràda] je prvotno pomenila mestno ulico, nato pa še vse njeno območje, znane so npr. kontrade v Sieni, kjer so prebivalci kontrade še danes močno povezani tudi z lokalno podružnično cerkvijo oz. njenim zavetnikom.
Pri drugačni delitvi mesta so naselje razdelili na posamezne predele oz. rajone (ital. Rione) [rijòne], lahko pa na tretine (ital. terziere) [tercjère], na četrti (ital. Quartiere) [kuartière], ali šestine (ital. Sestiere) [sestjère], kjer že vsako ime pove, na koliko predelov so mesto razdelili.
Piran je bil verjetno že od antičnih časov razdeljen na posamezne mestne predele,  ki so jih, tako kot v Benetkah, imenovali Sestieri, v beneškem obdobju pa je bilo mesto že razdeljeno na kontrade. Ohranilo se je ime dveh nekdanjih sestierov, in sicer Sestiere di Piazza Vecchia (Starega trga) in Sestiere della Salute (Zdravja). 
V mestnem arhivu so bili o mestnih sestierih in kontradah v obdobju Ilirskih provinc najdeni naslednji podatki, tudi z navedbo hišnih številk v posameznih predelih:
- sestiere Madonna della Salute
- contrada di Sant'Andrea
- contrada di San Stefano
- contrada di San Giacomo
- contada della Carrara
- contrada di Soler de Piazza (ali di San Pietro)
- contrada di San Rocco
- contrada di Santa Margherita (kasneje poimenovana Borgo)
- contrada delli Squeri e del Torcio (Marciana)
- contrada delli Forni di Riva
- contrada di San Niccolò (Ribiški trg)
- contrada dei Torci
- sestiere di Piazza Vecchia (Portadomo).

Na začetku 19. stoletja (po G. Caprinu), so bila imena mestnih predelov vezana tudi na imena mestnih vrat, in so se mestni predeli iz smeri Punte oz. rta Madona vrstili:
1. mestni predel Porta Mugla (Miljska vrata) 

2. mestni predel PortaDomo (Portadomo) 

3. mestni predel Porta Misana (Sredinjska vrata) 

4. mestni predel Porta Campo (Poljska vrata) 

5. mestni predel Porta Marciana (Marčana) 

6. mestni predel Borgo
Delitev mesta na mestne predele se je izgubila po radikalni spremembi mestnega prebivalstva, v petdesetih letih prejšnjega stoletja. Takrat so prebivalci Miljska vrata, Portadomo in Porta Misana združili v poimenovanju Punta, Marciano in Borgo pa v poimenovanju Marčana.
Vsaka kontrada je tudi v Piranu imela eno ali več cerkva, po pomembnejši od njih pa se je včasih tudi poimenovala. Miljska vrata in Portadomo sta imeli cerkev Marije Zdravja, Porta Misana cerkev sv. Štefana, Poljska vrata cerkev sv. Petra, Marciana in Borgo pa cerkev sv. Roka. Imenovanje glavarja mestnih predelov in njihovih pomočnikov je v beneški dobi trajalo do smrti nositelja funkcije.

## Šolstvo
V Piranu poleg slovenskih osnovnih in srednjih šol delujeta tudi italijanska osnovna šola Vincenzo e Diego de Castro in Gimnazija Antonio Sema Piran. V mestu ima sedež zasebna fakulteta Gea College – Visoka šola za podjetništvo Piran (VŠP).

## Kultura, muzeji, galerije, ustanove
V Piranu je sedež Obalnih galerij (ki vključujejo piranske: Mestno galerijo Piran, galeriji Herman Pečarič in Meduza 2, dve koprski galeriji in eno v Benetkah).
Prav tako so v mestu Akvarij Piran, Pomorski muzej Sergej Mašera, Muzej podvodnih dejavnosti, Muzej školjk in polžev, rojstna hiša violinista in skladatelja Giuseppeja Tartinija ter Gledališče Tartini Piran, ki ga upravlja kongresni center Avditorij Portorož. Na Fornačah deluje Morska biološka postaja Piran.

## Kulturna dediščina

### Cerkve in sakralni spomeniki
- cerkev svetega Jurija (župnijska cerkev)
- cerkev Marije Tolažnice
- cerkev Marije Snežne
- cerkev svetega Frančiška
- cerkev Marije Zdravja
- cerkev svetega Štefana
- cerkev svetega Petra[17]
- cerkev svetega Roka
- cerkev svetega Donata (nekdanja cerkev)

### Muzeji in galerije
- Mestna galerija Piran
- Pomorski muzej »Sergej Mašera«
- Muzej podvodnih dejavnosti Piran
- Galerija Herman Pečarič
- Tartinijeva hiša

## Galerija fotografij
- Tartinijev trg
- Spomenik Giuseppeju Tartiniju
- Prvomajski trg
- Župnijska cerkev svetega Jurija
- Cerkev Marije Zdravja
- Mestna loža
- Benečanka
- Piranska Punta oz. rt Madona
- Piransko pristanišče
- Piran z morja

## Prireditve v Piranu

### Piranski glasbeni večeri
Leta 1987 je Kulturno-umetniško društvo Karol Pahor organiziralo tedensko prireditev Piranske miniature, in tedaj se je porodila želja po oplemenitenju obalnega kulturnega življenja in po uveljavljanju vrhunskih domačih glasbenih ustvarjalcev. Podkrepljena je bila z ljubeznijo do Pirana, njegovih arhitekturnih lepot in zavezanostjo tradiciji markantne osebnosti slovitega virtuoza Tartinija. Tako so leta 1979 nastali Piranski glasbeni večeri.
Piranske koncerte organizira Avditorij Portorož vsak petek julija in avgusta v večernem hladu zvočnega Križnega hodnika v Minoritskem samostanu, ob dežju v bližnji cerkvi svetega Frančiška, orgelske koncerte pa v cerkvi svetega Jurija v Piranu ali v cerkvi Marije Rožnovenske v Portorožu. V vseh teh letih so se Piranski glasbeni večeri programsko in vsebinsko obogatili in izoblikovali prepoznaven profil, ki posega v širši slovenski in mednarodni kulturni prostor. Postali so sestavni del piranskega mestnega življenja, identitete in kulturnega ponosa. Glasbeni Tartinijev festival Piran

### Mednarodni slikarski Ex tempore
Je tradicionalno mednarodno srečanje slikarjev, ki ga v Piranu že več kot 30 let, vsako leto septembra, organizirajo Obalne galerije. Po izboru mednarodne žirije so dela razstavljena v Mestni galeriji, na Križnem hodniku ter na Tartinijevem trgu.

### Piranski dnevi arhitekture
Obalne galerije prirejajo vsako leto v mesecu novembru mednarodni simpozij Piranski dnevi arhitekture in na njih podeljujejo nagrado Piranesi. Začetek Piranskih dnevov arhitekture sega v leto 1983, ko se je v Obalnih galerijah pripravljala arhitekturna rasztava Skupine Kras, ki je v slovenski arhitekturi pomenila konec zavezanosti ožjim konvencijam ljubljanske šole za arhitekturo in dala prosto pot razgledovanjem po sodobnih svetovnih arhitekturnih tokovih. V samem začetku so hoteli Piranski dnevi bolj vzpostaviti neposredni stik domače arhitekture z aktualnim evropskim dogajanjem. Zaradi svoje mednarodno zastavljene usmeritve, selektivnega izbora sodelujočih, kontinuitete, predvsem pa visoke ravni strokovne razprave pa so z leti presegli meje domačega prostora in se oblikovali v pomembno središče za pregled aktualnega arhitekturnega dogajanja doma in v svetu.

### Primorski poletni festival
V sklopu Primorskega poletnega festivala tudi v Piranu potekajo številne prireditve. Njihova posebnost in lepota sta v tem, da se gledališke igre uprizarjajo na ulicah in trgih in tako slikovita arhitektura Pirana služi igram enkratna in nepozabna kulisa.

## Prijateljska mesta / občine[18]
- Vis,  Hrvaška (1973)
- Oglej,  Italija (1977)
- Ohrid,  Severna Makedonija (1981)
- Bjugn,  Norveška (1985)
- Castel Goffredo,  Italija (1993)
- Indianapolis,  ZDA (2001)
- Valetta,  Malta (2002)
- Acqualagna,  Italija (2003)
- Mangalija,  Romunija (2012)
- Porano,  Italija (2012)
- Karşıyaka,  Turčija (2013)
- Žitara vas,  Avstrija (2017)
- Tivat,  Črna gora (2018)

## Znani Pirančani
- Peter Bossman - zdravnik in politik
- Francesco Bonifacio - duhovnik, mučenec, razglašen za blaženega
- František Čap - filmski režiser češkega rodu
- Italo Gabrielli - fizik in zgodovinar
- Giuseppe Tartini - skladatelj in violinist
- Anna Monaro - »svetleča se ženska«
- Antonio Sema - učitelj

## Filmografija
- Slovensko komedijo Naš avto so leta 1962 posneli na več lokacijah v Piranu.
- Slovenski mladinski film Poletje v školjki so leta 1985 posneli na več lokacijah v Piranu, Portorožu, Sečoveljskih solinah.
- Snemanje nekaterih kadrov ameriškega filma Born to ride (1991) je potekalo tudi v Piranu.
- Slovenski film Piran/Pirano so snemali v Piranu.
- Indijski bollywoodski film Naayak (2013) so snemali v Piranu.
- Deloma so v Piranu snemali film The Union (2024), v katerem igrata Mark Wahlberg in Halle Berry.